# Петрова, Зоя Алексеевна
Зоя Алексеевна Петрова (19 февраля 1921 года, Царицын — 29 августа 2005 года, Москва) — советская и российская поэтесса, наиболее известным произведением которой являются стихи к песне «Спят усталые игрушки».

## Биография
По окончании в Сталинграде средней школы поступила в Саратовское театральное училище.
В годы Великой Отечественной войны в эвакуации работала в Челябинском государственном театре драмы имени С. М. Цвиллинга, выступала с концертными номерами в госпиталях. После завершения войны переехала в Москву, где с середины 1950-х годов начала писать стихи для песен (особенно детских), работать на телевидении, где стала одним из авторов телепередачи «Спокойной ночи, малыши!»
Песни на стихи Зои Петровой исполняли Гелена Великанова, Клавдия Ивановна Шульженко, Ружена Сикора, Тамара Чохонелидзе.
Была замужем за поэтом-шестидесятником, профессором МАИ Вадимом Витольдовичем Бомасом.
Скончалась в Москве. Похоронена на Введенском кладбище (23 уч.).

## Творчество
Песни на стихи Зои Петровой писали композиторы Тамара Маркова, Аркадий Островский, Леонид Сидельников, Оскар Фельцман, Александр Цфасман.

### Детские песни
Несколько сборников детских песен (для детского сада и младшего школьного возраста).
- «Алёшины галоши» (музыка Аркадия Островского)
- «Неваляшки» (музыка Зары Левиной)
- «Спят усталые игрушки» (музыка Аркадия Островского)

### Эстрада
- «Влюбленный месяц» (музыка Александра Цфасмана)
- «Всё равно весна придёт» (музыка Оскара Фельцмана)
- «Одна» (музыка Тамары Марковой)
- «Потому что у меня есть ты» (музыка Александра Цфасмана)

### Пьесы и телесценарии
Телесценарии (маленькие водевили) для детей, исполнявшиеся в телепередачах «Спокойной ночи, малыши!», «Будильник».
- Пьеса «Жизнь, отданная Вам».
- Оперетта «Верю в тебя» (музыка Б. Троцюка).
- Музыкальный телефильм «Калиф-аист» (музыка Георгия Гараняна, 1969)
- Музыкальная сказка «Заводные игрушки» (музыка Леонида Сидельникова, 1973).